# 최준화
최준화(1992년 11월 23일 ~ )는 대한민국의 배우이다.
대학로 연극 <베니스의 상인>으로 데뷔하여 <위저드베이커리><미라클러브2><유리동물원><왕좌의대결>등 다양한 작품으로 활동하고 있으며
2019년 2월 15일 본명을 "최준화"에서 "최현우"로 개명하였다.

## 공연
- 베니스의상인 - 그라시아노 (2016)
- 위저드베이커리 - 소년 (2016~2017)
- 미라클러브2 - 선장 (2017)
- 유리동물원 - 짐 오코너 (2018)
- 부적응자들 - 혼 (2018)
- 구름위에서 - 신 (2019)
- 해시태그악령 - 앙상블 (2020)
- 리얼리티 - 덕구 (2020)
- 위례 - 개로왕 (2020)

## 방송 출연
- 왕좌의대결 (CNTV, 2018)